# Pamela Ramljak
Pamela Ramljak (Čapljina, 24. prosinca 1979.) hrvatska je pjevačica i jedna od članica grupe Feminnem.

## Životopis

### Formalno obrazovanje
- 1987. – 1994. Glazbena škola «Ruđer Bošković», Metković
- 1994. – 1998. Umjetnička gimnazija «Luka Sorkočević», Dubrovnik
- 1998. – 2005. Muzička akademija, Zagreb, smjer profesor glazbe

### Školovanje u Metkoviću, Dubrovniku i Zagrebu
Prvi put sa 6 godina se natjecala na dječjem festivalu. Od 6-te do 14-te godine osvojila mnoga natjecanja, među kojima «glas Neretve» u Metkoviću i «Djeca pjevaju hitove» u Sarajevu gdje je prvi put u dobi od 12. godina snimila 2 pjesme za tadašnji Jugoton kao jedna od osmero djece koji su išli na turneju po bivšoj Jugoslaviji u sklopu tog dječjeg festivala.
U Metkoviću je završila osnovnu glazbenu školu, a u Dubrovniku je upisala srednju glazbenu školu. U srednjoj školi vodila je vokalnu tehniku u Dubrovačkom zboru i pjevala kao lirski sopran klasične komade, arije, s Dubrovačkim simfonijskim orkestrom kao jedna od boljih učenica solo pjevanja u klasi profesorice Dubravke Dabelić. Zavidno glazbeno znanje upotpunila je nastupima na brojnim festivalima gdje je često osvajala i brojna priznanja i nagrade.
U Zagreb je došla 1998., gdje je upisala Glazbenu akademiju, a za vrijeme studija nastupala je kao vodeći i prateći vokal brojnim glazbenim sastavima. Svoje pjevačko znanje upotpunila je i snimanjem studijskih "backova" poznatim estradnim zvijezdama, od kojih je najduža suradnja bila s Tonijem Cetinskim u Hrvatskoj (četverogodišnja suradnja, na Tonijevom albumu «A sada.» napisala je pjesmu «Ostani zauvijek») i Amilom Glamočak u BiH. Radila je također u privatnoj glazbenoj školi "Mikrofon star" kao profesor pjevanja.

### Feminnem
Nakon završene akademije Pamela je započela solo karijeru. U natjecanju Hrvatski Idol pobjeda je izmakla za par glasova, te 2005. godine skupa s Nedom Parmać i Ivanom Marić osnivaju Feminnem, u kojoj djeluje do njenog završetka 2012. godine.
S gupom Feminnem nastupa na Pjesmi Eurovizije, 2005. u Kijevu kao predstavnica Bosne i Hercegovine te 2010. U Oslu kao predstavnica Hrvatske. Bila je i više puta na drugim hrvatskim i inozemnim festivalima gdje je s grupom osvajala razne nagrade. 

### Poslije 2012. godine
Nakon 8 godina provedenih u grupi 2012. godine počinje svoju solističku karijeru. Prvi singl "Ti me ne voliš", energična balada za koju je sama napisala i tekst i glazbu pokazala je "da misli ozbiljno", a potom house pjesma zanimljivog naslova Mamin sin s kojom se približila i mlađoj publici i koja je odlično prolazila na top listama u Hrvatskoj i Bosni i Hercegovini. Predavala je glazbenu kulturu u školama Ante Kovačića, Frana Galovića te u Tituša Brezovačkog u Zagrebu. Radi na svom prvom samostalnom kantautorskom albumu koje produciraju Ante Pecotić i Boris Đurđević.Nedavno je izbacila još dva uspješna singla "Kad tad" i "Zajedno smo najbolji" koji najavljuju izlazak albuma na jesen 2013.godine. Takoder je dobila glavnu ulogu u mjuziklu "Jadnici" ( Les Miserables) koji će svoju premijeru doživjeti 27. rujna u Varaždinskoj Areni.
Trenutno opet nastupa sa grupom Feminnem nakon njihovog ponovnog okupljanja u svibnju 2022. godine. 

## Diskografija
- 2014. - "Prijateljica"

## Singlovi
- 2012. - "Ti me ne voliš"
- 2012. - "Mamin sin"
- 2013. - "Kad tad"
- 2013. - "Zajedno smo najbolji"
- 2013. - "Kad je dosta,dosta je(Ovaj put)"
- 2014. - "Prijateljica"
- 2014. - "Pečat"
- 2015. - "Ispod kože"
- 2015. - "Vikend"
- 2016. - "Ne govori mi to" (s Dženanom Lončarevićem)

## Priznanja
- "Lako je sve", 2010. nominacija za Porina u kategoriji Najbolji album zabavne glazbe
- Pobjeda na BIH Eurosongu 2005. s pjesmom "Zovi"
- Pobjeda na "Dori" ,Hrvatska s pjesmom "Lako je sve"
- Nagrada internet glasova za pjesmu "Channel 5" Na 14. HRFu, kojem je autor teksta
- Pet nagrada na 1. BIH radijskom festivalu za pjesmu "2 srca i 1 ljubav"

## Vanjske poveznice
- http://www.youtube.com/user/PamelaRamljak
- http://www.facebook.com/PamelaRamljakOfficialPage?ref=stream